# Campylomormyrus elephas
Campylomormyrus elephas es una especie de pez elefante eléctrico en la familia Mormyridae presente en algunos afluentes de la cuenca del Congo. Es nativo de Angola, Zambia y la República Democrática del Congo; puede alcanzar un tamaño aproximado de 400 mm.

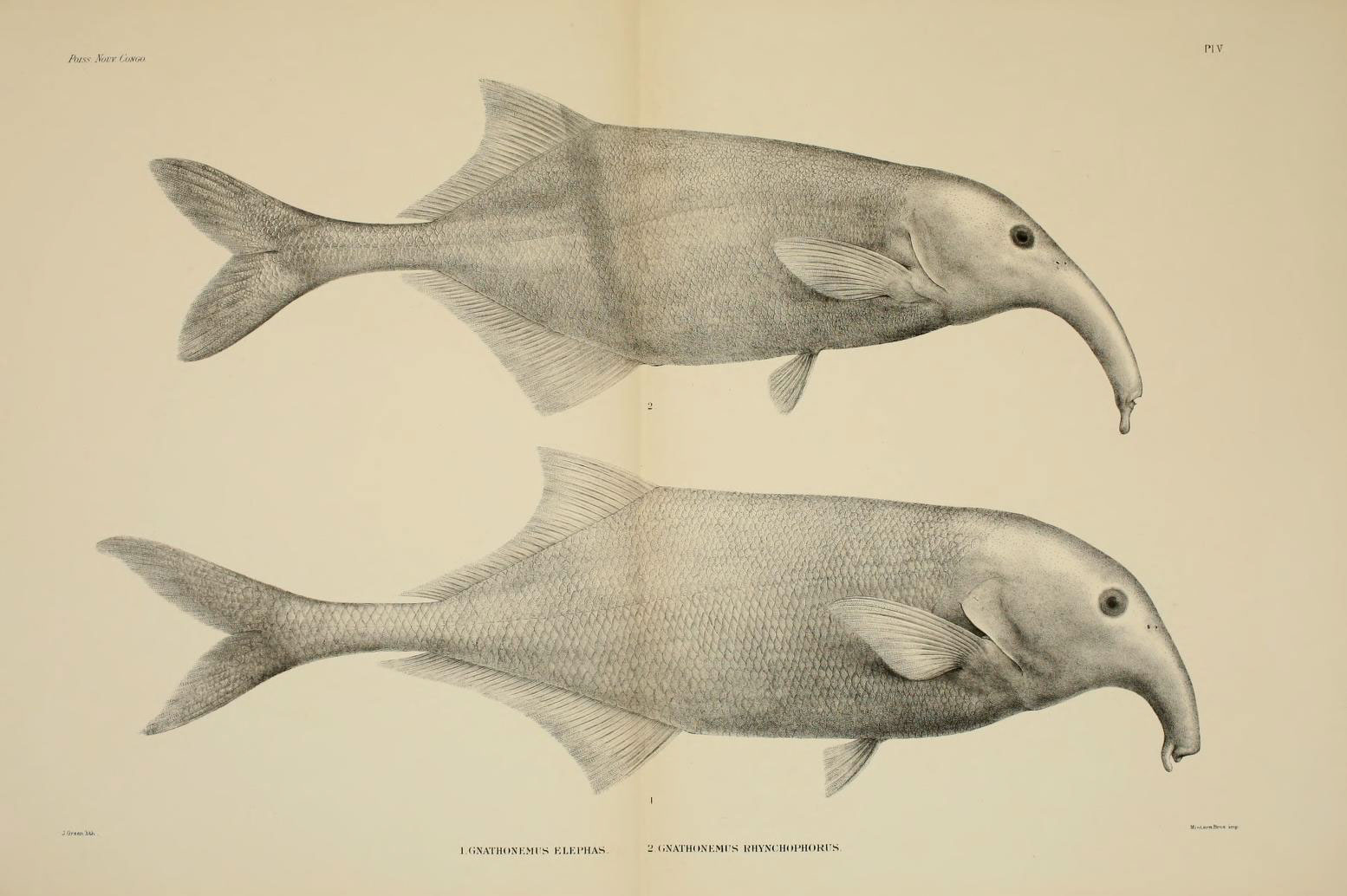
Pl. V Matériaux pour la faune du Congo.

Respecto al estado de conservación, se puede indicar que de acuerdo a la IUCN, esta especie puede catalogarse en la categoría «preocupación menor (LC)».